# Uma Breve História do Século XX
Uma Breve História do Século XX (em inglês: A Short History of the Twentieth Century) é um livro de 2006 escrito pelo escritor australiano Geoffrey Blainey. Traduzido e lançado no Brasil em 2008 pela Editora Fundamento, o livro foi o sexto mais vendido no Brasil em 2009 na categoria "Não-ficção", conforme levantamento da Revista Veja.